# .bd
A .bd Banglades internetes legfelső szintű tartomány kódja. A meglévő második szintű tartományok (com, edu, ac, net, gov, org, mil) alatti harmadik szintre lehet címeket bejegyeztetni. A regisztráció nyitott, bárki számára hozzáférhető, kivéve a .gov.bd és a .mil.bd tartományokat, amelyek a kormányzat, illetve a hadsereg számára vannak fenntartva.